# Cabernet Mitos

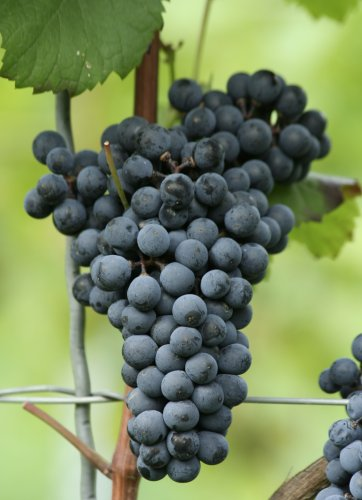
Hrozen odrůdy Cabernet Mitos

Cabernet Mitos je pozdní moštová odrůda révy vinné (Vitis vinifera), používaná k výrobě červených vín. Odrůda byla vyšlechtěna v roce 1970 ve Státním výukovém a výzkumném ústavu pro vinohradnictví a ovocnářství ve Weinsbergu, v Německu, křížením odrůd Frankovka (Blauer Limberger) a Cabernet Sauvignon (klon Levadoux).

## Popis
Réva vinná (Vitis vinifera) odrůda Cabernet Mitos je jednodomá dřevitá pnoucí liána, dorůstající v kultuře až několika metrů. Kmen tloušťky až několik centimetrů je pokryt světlou borkou, která se loupe v pruzích. Úponky révy umožňují této rostlině pnout se po pevných předmětech. Růst je středně bujný až bujnější, se vzpřímenými letorosty. Vrcholky letorostů jsou středně silně bíle vlnatě ochmýřené, zbarvené do červena antokyaniny. Mladé lístky jsou vínově červené. Jednoleté réví je hnědofialové.
List je středně velký až velký, nečleněný či tří- až pětilaločnatý s mělkými výkroji, čepel listu je tmavozelená, slabě až průměrně puchýřnatá, žilnatina listu je silně pigmentovaná antokyaniny, a to včetně podružných žilek. Řapíkový výkroj je lyrovitý, úzce otevřený až mírně překrytý, většinou s ostrým dnem, řapík je střední až delší, načervenalý. Celá rostlina obsahuje barevné pigmenty, takže listy révy se barví relativně záhy na podzim do vínově červena.
Oboupohlavní pětičetné květy v hroznovitých květenstvích jsou žlutozelené, samosprašné. Hrozny jsou středně velké (135 g), kuželovité, středně husté až husté, bobule malé až středně velké, okrouhlé, modročerné, dužina řídká, tmavočerveně zbarvená, neutrální až kabernetové chuti, s vyšším obsahem taninů.

## Původ a rozšíření
Cabernet Mitos je moštová odrůda révy vinné (Vitis vinifera). Byla vyšlechtěna roku 1970 ve Státním výukovém a výzkumném ústavu pro vinohradnictví a ovocnářství ve Weinsbergu, ve Württembersku, v Německu, křížením odrůd Frankovka (Blauer Limberger) a Cabernet Sauvignon (klon Levadoux). Šlechtiteli odrůdy jsou Dr. Schleip a August Herold, v Německu byla registrována roku 2001.
V Německu byla odrůda Cabernet Mitos roku 2007 pěstována na 320 hektarech vinic, převážně v regionech Falcko, Rheinhessen a Bádensko, osazené plochy mají mírně stoupající tendenci. Na malých plochách byla odrůda pěstována i ve Švýcarsku, roku 2007 na 1,7 ha.
Ve Státní odrůdové knize České republiky není odrůda zapsána, není uvedena ani mezi odrůdami, ze kterých je dovoleno vyrábět zemská vína. V ČR lze odrůdu objevit na vinicích pouze velmi vzácně, na Moravě.

## Název
Slovo „cabernet“ vzniklo v oblasti Médoc, v regionu Bordeaux, patrně je odvozeno od latinského slova „caput“, zde ve smyslu „odrůda révy, dávající černá vína“. Poprvé bylo v literatuře zmíněno až roku 1866. Původ slova „mitos“ je nejasný, pouze jako zajímavost lze uvést, že v indonéštině znamená toto slovo „mýtus“, podobný význam, jen v množném čísle, má i ve španělštině.
V Rusku je pro odrůdu používán název Каберне Митос, šlechtitelský název odrůdy byl We 70-77-4 F či Weinsberg 70-77-4 F.

## Pěstování
Réví dobře vyzrává, odolnost vůči mrazu je průměrná až mírně zvýšená, odrůda nemá sklon ke sprchávání. Hodí se pro většinu vedení, nejvhodnější je vysoké vedení, vhodné jsou podnože SO-4, Cr 2 a 125 AA. Výnosy jsou střední až vyšší, 8–12 t/ha při cukernatosti moštu 16–19 °NM (v Německu dlouhodobý průměr 83 °Oe) a aciditě 9,5–12 g/l.

### Fenologie
Odrůda raší středně pozdně, kvete středně pozdně až pozdně, dozrává pozdně, sklizňové zralosti dosahuje koncem října, nejkvalitnější hrozny přináší pozdě na podzim, po zaschnutí, kdy mají vyšší cukernatost a extrakt.

### Choroby a škůdci
Odolnost k houbovým chorobám je obecně mírně zvýšená, plísni šedé (Botrytis cinerea) odolává odrůda velmi dobře.

### Poloha a půdy
Odrůda není příliš náročná na stanoviště, méně vhodné jsou pro ni sušší půdy, kde může docházet k sesychání třapiny, dává přednost lehčím půdám. Pro pozdní zrání vyžaduje ty nejlepší polohy.

## Víno
Odrůda je nejsilnější německou barvířkou. Vína mají výrazně modročervenou barvu, velmi vysoký extrakt (zpravidla až kolem 35 g/l) a plnou chuť. Jsou dobře strukturovaná. Bývají mimořádně osobitá a plná, aromatická, s opravdu vysokými taniny, v chuti s tóny třešní a cassis. Odrůdová vína se doporučuje nechat zrát v barikových sudech. Při zrání dostává víno výraz vín odrůdy Cabernet Sauvignon a taninovou plnost, podobně jako tato vína se také hodí k dlouhodobému zrání. Odrůda se také často používá do kupáží jako barvířka. Odrůdová vína jsou vhodná k červeným masům nebo sýrům s bílou a modrou plísní.

### Multimédia
- Ing. Radek Sotolář : Multimediální atlas podnožových, moštových a stolních odrůd révy, Mendelova zemědělská a lesnická universita Brno, zahradnická fakulta v Lednici
- Martin Šimek : Encyklopédie všemožnejch odrůd révy vinné z celýho světa s přihlédnutím k těm, co již ouplně vymizely, 2008–2012